# Потіт
Потіт (лат. Potitus; помер близько 160 р.) — ранньохристиянський мученик, шанується і католицькою, і православною церквою 14 січня.

## Житіє
Потіт народився в Сердиці (нині Софія, столиця Болгарії) в римській провінції Фракія. Він прийняв християнство і був замучений ще підлітком під час правління Антоніна Пія. Його агіографія стверджує, що він походив з дуже багатої язичницької родини і приписує йому багато чудес, наприклад вилікування божевілля дочки Антоніна Пія Агнес. Він відмовився зректися християнства і його кинули левам, але вони відмовились нападати. Потім його кинули в киплячу олію, але він вийшов неушкодженим. Тоді його зарубали мечем.

## Шанування
Його культ широко поширився в середні віки, дійшовши до Капуї, Неаполя та Беневенто. Потіт є головним святим покровителем Трикарико та його єпархії, а його основні мощі знаходяться в місцевому соборі . Також він є головним святим покровителем міста Асколі-Сатріано та його єпархії. У Асколі-Сатріано є церква, присвячена йому, а також бюст-релікварій, що містить частину його ліктьової кістки.